# Universidad Seton Hall
La Universidad Seton Hall es una universidad privada, católica, ubicada en South Orange (Nueva Jersey), Estados Unidos de América. Es una institución diocesana, dependiente de la Archidiócesis de Newark.

## Historia
La universidad fue fundada el 1 de septiembre de 1856 por el Arzobispo de Newark, James Roosevelt Bayley, D.D., primo del presidente Theodore Roosevelt, que le puso el nombre de Seton Hall College en honor a su tía Elizabeth Ann Seton, que se convertiriría posteriormente en la primera persona nacida en los Estados Unidos en ser canonizada. Adquirió la denominación de universidad en 1950.

## Facultades y escuelas
Seton Hall tiene una escuela de diplomacia y relaciones internacionales, llamada Whitehead School, una facultad de artes y ciencias, y una facultad de derecho (Seton Hall University School of Law), cuyo campus está en el centro de Newark, apartada del campus principal en South Orange.

## Vida estudiantil
Más del 80 % de los estudiantes de primer curso viven en el campus. La proporción de estudiantes por profesor es de 15 a 1. El periódico oficial  estudiantil se titula The Setonian. La facultad de ciencias empresariales publica el Stillman Exchange, y otra publicación alternativa The Rampage, circula por el campus sin status oficial.

## Campus
- El campus principal ocupa 58 acres en la localidad de South Orange, solamente 14 millas al oeste de la Ciudad de Nueva York.
- Campus de Newark. En el número 1 de Newark Center, en Newark.

## Deportes
SHU mantiene 13 equipos en División I de la NCAA, en la Big East Conference. El equipo de baloncesto masculino es el programa más importante de Seton Hall. Este equipo juega sus partidos de casa en el Continental Airlines Arena, en East Rutherford (Nueva Jersey), mientras que los demás lo hacen en South Orange.